# 920
| [ Edytuj tabelę ]          |                                                                  |
| Król Anglii                | - 899 Edward Starszy 924                                         |
| Hrabia Aragonii            | - 893 Galindo II 922                                             |
| Król Armenii               | - 913 Aszot II Żelazny 928                                       |
| Hrabia Barcelony           | - 911 Sunyer I 947                                               |
| Książę Bawarii             | - 907 Arnulf 937                                                 |
| Książę Burgundii           | - 880 Ryszard I Prawodawca 921                                   |
| Cesarz Bizancjum           | - 913 Konstantyn VII Porfirogeneta 959 - 919 Roman I Lekapen 944 |
| Car Bułgarii               | - 913 Symeon I 927                                               |
| Książę Czech               | - 915 Wratysław I 921                                            |
| Król Franków zachodnich    | - 893 Karol III Prostak 922                                      |
| Cesarz Japonii             | - 897 Daigo 930                                                  |
| Kalif                      | - 908 Al-Muqtadir 932                                            |
| Król Khmerów               | - 910 Harszawarman I 922                                         |
| Wielki książę Kijowa       | - 912 Igor Rurykowicz 945                                        |
| Patriarcha Konstantynopola | - 912 Mikołaj I Mistyk 925                                       |
| Władca Korei               | - 918 T’aejo 943                                                 |
| Król Leónu                 | - 914 Ordoño II 924                                              |
| Król Nawarry               | - 905 Sancho I 926                                               |
| Król Norwegii              | - 872 Harald Pięknowłosy 930                                     |
| Papież                     | - 914 Jan X 928                                                  |
| Cesarz rzymski             | - 915 Berengar 924                                               |
| Książę Saksonii            | - 912 Henryk I Ptasznik 936                                      |
| Król Szkocji               | - 900 Konstantyn II 943                                          |
| Doża Wenecji               | - 912 Orso II Partecipazio 932                                   |
| Książę Węgier              | - 907 Zoltán 947                                                 |

Rok 920 / CMXX
stulecia: IX wiek ~
X wiek ~
XI wiek

lata: 910 «
915 «
916 «
917 «
918 «
919 «
920
» 921
» 922
» 923
» 924
» 925
» 930

## Wydarzenia
- Europa
  - pierwsze użycie terminu Regnum Teutonicum (Królestwo Niemieckie)
  - Gorm Stary został jedynowładcą Danii (data sporna lub przybliżona)

## Urodzili się
- 10 września - Ludwik IV Zamorski, władca Franków
- Prawdopodobnie Haakon Dobry

## Zmarli
- Teofilakt, konsul Tusculum